# Schirokodolje (Kaliningrad, Krasnosnamensk)
Schirokodolje, russisch Широкодолье, deutsch Grünau (bis 1930 Antskrebben und Skrebben) ist ein verlassener Ort im Rajon Krasnosnamensk der russischen Oblast Kaliningrad.
Die Ortsstelle befindet sich etwa fünf Kilometer westlich von Tolstowo (Löbegallen/Löbenau) nördlich der Inster (ru. Instrutsch). Dabei lag das ehemalige Skrebben/Krebben unmittelbar am Fluss, während sich der Ort Antskrebben/Hutfelde anderthalb Kilometer weiter nördlich beim Ballup-Bach, 1938 bis 1945 Torf-Graben, heute russisch Pridoroschny, befand.

## Geschichte

### Antskrebben
54° 54′ 32″ N, 22° 19′ 14″ O
Antskrebben war im 18. Jahrhundert ein Erbfreidorf. Im Jahr 1874 wurde die Landgemeinde Antskrebben dem neu gebildeten Amtsbezirk Waszeningken im Kreis Ragnit zugeordnet. 1930 wurde sie mit der Landgemeinde Skrebben zur neuen Landgemeinde Grünau zusammengeschlossen.

#### Einwohnerentwicklung
| Jahr | Einwohner |
| ---- | --------- |
| 1867 | 132       |
| 1871 | 128       |
| 1885 | 129       |
| 1905 | 124       |
| 1910 | 113       |

### Skrebben
54° 53′ 48″ N, 22° 19′ 44″ O
Skrebben war im 18. Jahrhundert ein königliches Bauerndorf. Im Jahr 1874 wurde auch die Landgemeinde Skrebben dem Amtsbezirk Waszeningken zugeordnet. 1930 wurde sie mit der Landgemeinde Antskrebben zur neuen Landgemeinde Grünau zusammengeschlossen.

#### Einwohnerentwicklung
| Jahr | Einwohner |
| ---- | --------- |
| 1867 | 38        |
| 1871 | 39        |
| 1885 | 46        |
| 1905 | 46        |
| 1910 | 55        |

### Grünau
Die Landgemeinde Grünau entstand, nun im Kreis Tilsit-Ragnit, 1930 durch die Zusammenlegung der beiden Landgemeinden Antskrebben und Skrebben. Diese beiden Ortsteile wurden 1938 in Hutfelde bzw. Krebben umbenannt.
1945 kam der Ort in Folge des Zweiten Weltkrieges mit dem nördlichen Ostpreußen zur Sowjetunion.

#### Einwohnerentwicklung
| Jahr | Einwohner |
| ---- | --------- |
| 1933 | 143       |
| 1939 | 160       |

### Schirokodolje
Im Jahr 1947 bekam das ehemalige Antskrebben den russischen Namen Schirokodolje und wurde gleichzeitig dem Dorfsowjet Tolstowski selski Sowet im Rajon Krasnosnamensk zugeordnet. Es ist unbekannt, ob auch das ehemalige Skrebben mit zu Schirokodolje gezählt wurde. 1965 gelangte der Ort (falls er zu dieser Zeit noch existierte) in den Chlebnikowski selski Sowet. Schirokodolje wurde vor 1975 aus dem Ortsregister gestrichen.

## Kirche
Grünau, wie zuvor auch Antskrebben und Skrebben, gehörte zum evangelischen Kirchspiel Budwethen.